# دانيال وارد
دانيال وارد (بالإنجليزية: Daniel Ward)‏ (3 يونيو 1963 - ) هو ملاكم جنوب أفريقي، صنّف ضمن فئة وزن الذبابة الممتاز ‏ ووزن البانتام ‏ ووزن الذبابة الخفيف ‏ ووزن الذبابة.

## إحصائيات
خاض خلال مسيرته 38 نزالا.

## روابط خارجية
- دانيال وارد على موقع بوكس ريك (الإنجليزية) (registration required)